# Саламон, Лестер
Лестер Милтон Саламон(11 января 1943 — 20 августа 2021) — профессор Университета Джонса Хопкинса. Также он является директором Центра по изучению гражданского общества Института Здоровья и исследований социальной политики Университета Джонса Хопкинса. Он стал автором или редактором свыше 20 книг, сотен статей, монографий и глав, которые появились в Foreign Affairs, New York Times, Voluntas и множестве других изданий. Он был первопроходцем в эмпирическом исследовании некоммерческого сектора в Соединенных Штатах Америки, и многие эксперты в его области считают его ведущим специалистом по альтернативным инструментам правительственной деятельности в некоммерческом секторе США и во всем мире.

## Образование
Лестер Саламон получил степень бакалавра в области экономики и политических исследований в Принстонском университетм в 1964 году и степень доктора философии в Гарвардском университете в 1971 году.

## Карьера
Лестер Саламон — директор Центра исследований гражданского общества, Института исследований политики при Университете Джонса Хопкинса, с 1997 года профессор в Школе искусств и наук Джонса Хопкинса. Институт политических исследований является научно-исследовательским и учебным центром с участием 14 штатных специалистов, занимающихся вопросами некоммерческих организаций, благотворительности и гражданского общества в Соединенных Штатах и во всем мире.
В период с 1987 по 1997 годы Лестер Саламон был директором основанного им Института политических исследований и профессором в Школе искусств и наук Университета Джонса Хопкинса. Также он задумал и создал Сравнительный некоммерческий сектор Университета Джонса Хопкинса, степень магистра гуманитарных наук Джонса Хопкинса в области политических исследований и соответствующих научно-исследовательских и учебных программ.
Саламон был директором Центра управления и исследований в городском институте в г. Вашингтоне в 1980—1986 годах, где он продумывал, обеспечивал финансирование и управление Проектом некоммерческого сектора Городского института, основное расследование масштабов и структуры частного, некоммерческого сектора. С 1977 по 1979 год он был заместителем директора Административно-бюджетного управления США. Саламон преподавал в Университете Дьюка (1977—1980), Университете Вандербильта (1970—1973), и в Колледже Тугалу, Миссисипи (1966—1967).

## Профессиональная деятельность
Саламон занимает должность председателя правления Общественного фонда Чесапика, и входит в состав совета Ассоциации некоммерческих организаций штата Мэриленд. Он член комитета Совета социальных научных исследований по благотворительности и некоммерческому сектору. Он также состоит в редакционном совете Voluntas, Administration and Society, Society, Public Administration Review, и Nonprofit and Voluntary Sector Quarterly.

## Награды, призы и стипендии
В 1996 году Саламон выиграл премию ARNOVA (Ассоциация по исследованию некоммерческих организаций и добровольческой деятельности) за выдающуюся книгу в некоммерческих и добровольных инициативах по написанию материалов в области государственной службы: «Партнеры по общественному служению: правительство и некоммерческий сектор в современном государстве всеобщего благосостояния». В 2012 году эта же книга получила премию Аарона Вилдавски от Американской ассоциации политологии.
Его другая книга «Глобальное гражданское общество: характеристики некоммерческого сектора», которая была подготовлена совместно с командой коллег со всего мира, получила премию Вирджинии Ходжкинс за лучшую публикацию в некоммерческой сфере в 2001 году. Он выиграл почётную награду за жизненные достижения от Arnova в ноябре 2003 года.
В 1982 году Саламон опубликовал свою книгу «Федеральный бюджет и некоммерческий сектор», и был одним из первых, кто изложил масштабы американского некоммерческого сектора и рассказал о масштабах государственной поддержки для него. Позже доктор Саламон завершил эмпирическую оценку международных некоммерческих организаций и продолжил публиковать свои наблюдения в нескольких книгах. Он хорошо известен книгой «Некоммерческий сектор Америки», которую используют как учебник для колледжа.
В 2002 году издательство Oxford Univercsity Press выпустило его книгу «Инструмент правительства: руководство по новым методам управления».
В 2004 году была издана книга «Глобальное гражданское общество: характеристики некоммерческого сектора».
Саламон продолжает преподавать в университете Джонса Хопкинса и читать лекции по всему миру.

## Последние публикации
Книги
- Rethinking Corporate Social Engagement: Lessons from Latin America (Sterling, VA: Kumarian Press, 2010).
- Global Civil Society: Dimensions of the Nonprofit Sector (with S. Wojciech Sokolowski and Associates), Volume II, (Bloomfield, CT: Kumarian Press, 2004). — (Chinese edition published by Peking University Press, 2007)
- Global Civil Society: An Overview (with S. Wojciech Sokolowski & Regina List), (Baltimore, MD: Johns Hopkins Center for Civil Society Studies, 2003). Hungarian edition published as: A Civil Társadalom: Világnézetben (with S. Wojciech Sokolowski & Regina List), (Budapest, Hungary: Civitalis Egyesület, 2003).
- The Resilient Sector: The State of Nonprofit America. (Washington, D.C.: Brookings Institution Press, 2003).
- The State of Nonprofit America, (ed.) (Washington, D.C.: Brookings Institution Press, 2002).
- The Tools of Government: A Guide to the New Governance. (New York: Oxford University Press, 2002).
- Global Civil Society: Dimensions of the Nonprofit Sector [Inaugural Edition] (with Helmut K. Anheier, Regina List, et al.) (Baltimore, MD: Johns Hopkins Center for Civil Society Studies, 1999). (Winner of the Virginia Hodgkinson Prize, Independent Sector, 2001) Spanish edition published as: Sociedad Civil Global: Dimensiones del Sector sin Fines de Lucro, With Helmut K. Anheier, Regina List, Stefan Toepler, S. Wojciech Sokolowski, and Associates (Madrid: Fundación BBVA, 2001). Chinese edition issued 2002
- Финансовый рычаг добра: Новые горизонты благотворительности и социального инвестирования = Leverage for Good: An Introduction to the New Frontiers of Philanthropy and Social Investment. — М.: Альпина Паблишер, 2016. — 173 с. — ISBN 978-5-9614-4957-0.

Монографии
- Impact of the 2007-09 Economic Recession on Nonprofit Organizations with Stephanie Geller. Listening Post Project Communiqué #14: Baltimore: The Johns Hopkins Center for Civil Society Studies, June 29, 2009.
- Report on the Nonprofit Advocacy Roundtable, with Stephanie Geller. Listening Post Project Communiqué #13. Baltimore: The Johns Hopkins Center for Civil Society Studies, April 22, 2009.
- «Shovel-Ready» but Stalled: Nonprofit Infrastructure Projects Ready for Economic Recovery Support with Stephanie Geller. Listening Post Project Communiqué # 12. Baltimore: Johns Hopkins Center for Civil Society Studies, February 17, 2009.
- Nonprofit Policy Priorities for the New Administration with Stephanie Geller. Listening Post Project Communiqué #11: Baltimore: The Johns Hopkins Center for Civil Society Studies, October 22, 2008.

Статьи
«Survival Mode» by Greg Hanscom, Johns Hopkins Magazine, pp. 36-39, Fall 2009.
"Volunteers and the Economic Downturn, Volunteering in America, August 2009.
"How to Rally an Army of Nonprofit Volunteers, " Chronicle of Philanthropy, January 15, 2009.
"How to Finance Obama’s Social-Innovation Fund, " Chronicle of Philanthropy, July 2, 2009.
«Third-Party Government: The New Normal in Government and Nonprofit Operations», with Helmut Anheier and Stefan Toepler, Encyclopedia of Civil Society, February 2009.
The Chronicle of Philanthropy Nonprofits to the Rescue, February 2009